# Yadhira Tamayo Herrera
Yadhira Yvette Tamayo Herrera (Ixtlán de los Hervores, Michoacán; 19 de octubre de 1973) es una política mexicana, miembro del Partido Acción Nacional. Ha sido en dos ocasiones diputada federal y senadora de la República de 2023 a 2024.

## Biografía
Es licenciada y maestra en Derecho por la Universidad Michoacana de San Nicolás de Hidalgo (UMSNH), maestra en Administración Pública y Política Pública por el Instituto Tecnológico de Estudios Superiores de Monterrey y maestra en Ingeniería en Imagen Pública con especialidad en Imagen Política por el Colegio de Consultores en Imagen Pública y doctora en Derecho Administrativo por la Universidad Panamericana. Tiene una especialidad en Derecho Penal por la UMSNH y en Políticas públicas; así como diplomados en Derecho parlamentario, Gobierno electrónico, Comunicación gubernamental, y Políticas públicas y Comunicación Política.
De 1994 a 1995 fue pasante jurista en el despacho Rodríguez Prado y de 1995	a 1996 fue titular del departamento de Cobranza de la Caja Popular Ixtlán. También de 1995 a 1996 fue auxiliar en el departamento jurídico de la Delegación de la Procuraduría Agraria en Michoacán y de 1996 a 2000 fue abogada litigante y asociada en la firma jurídica Becerra, Salazar, Tamayo y Asociados. 
En 2000 fue integrante de la Secretaría de Formación Política del comité municipal del PAN en Ixtlán de los Hervores y en 2001 se afilió formalmente al partido. En 2000 fue elegida diputada federal suplente por el Distrito 5 de Michoacán a la LVIII Legislatura de dicho año a 2003 y siendo diputado propietario Julio Castellanos Ramírez. Ejerció la diputación del 29 de diciembre de 2000 al 1 de junio de 2002 durante una licencia de Castellanos; durante este periodo fue integrante de las comisiones Especial para dar Seguimiento a los Fondos Aportados por los Trabajadores; de Justicia y Derechos Humanos; y, de Hacienda y Crédito Público.
De 2003 a 2004 fue directora de fortalecimiento institucional y funcionaria de la secretaría de acción de gobierno del comité nacional del PAN, de 2004 a 2006 fue directora de apoyo legal de la Dirección General de Gas LP de la Secretaría de Energía. En 206 fue elegida por segunda ocasión diputada federal, pero en esta ocasión por el principio de representación proporcional a la LX Legislatura y que concluiría en 2009. En esta legislatura fue presidenta de la comisión Especial para la Reforma del Estado; e integrante de las comisiones de Energía; de Justicia; y, de Puntos Constitucionales.
Fue secretaria general del PAN municipal de Ixtlán y secretaria de promoción ciudadana del comité distrital del partido en Zamora. De 2010 a 2012 fue titular del Órgano Interno de Control de la Consejería Jurídica del Poder Ejecutivo federal durante la presidencia de Felipe Calderón Hinojosa. Tras estos cargos se dedicó a actividades académicas y privadas, siendo de 2013 a 2018 socia directora de Táktika, Consultoría Legal y Política, de 2018 a 2023 creadora y propietaria de la empresa Metanoia Lab, Consulting & Coaching y a partir de 2023 socia de IO Consulting.
En 2018 fue elegida senadora suplente por Lista nacional de la propietaria Kenia López Rabadán para las Legislaturas LXIV y LXV de 2018 a 2024. López Rabadán recibió licencia como senadora el día 1 de diciembre de 2023, para integrarse en la campaña presidencial de Xóchitl Gálvez, en consecuencia fue llamada a ejercer el cargo protestando el día 5 de diciembre siguiente.